# Fizetési Pont
A Fizetési Pont Kft. Magyarország egyik legnagyobb innovatív POS-terminál szolgáltatója és a KKV-k megbízható partnere. A cég víziója, hogy folyamatos innovatív technikai fejlesztéseik révén a magyar vállalkozások számára is elérhetővé tegyék a legmodernebb, legmagasabb színvonalú szolgáltatásokat a bankkártya elfogadás terén.
Szolgáltatása a legfrissebb piaci trendeknek megfelelő technikai eszközökön alapul: a modern fizetési kártyákon levő chip kiterjesztett használatán, és a legkorszerűbbnek számító ún. intelligens POS-terminálok rendkívül széles körű hozzáférhetőségén. Illetve a legújabb SoftPOS technológiára, aminek révén akár mobiltelefonos készülékeken is fogadhatnak bankkártyás fizetéseket a vállalkozások.

## Cégtörténet
A Fizetési Pont Kft. több, hasonló profilú cég beolvadásával jött létre 2017. november 1-vel. Küldetése, hogy intelligens POS-termináljai segítségével minden vállalkozás számára biztosítsa a kártyás fizetés lehetőségét, még olyan kisvállalatok számára is, amelyeknek az korábban elérhetetlen volt.
A Fizetési Pont 2012-es megalakulását követően 2014-ben történt meg az első sikeres vásárlási tranzakció POS-termináljain, melyet további folyamatos fejlesztésnek köszönhetően 1 év múlva követett az első sikeres közüzemi számlafizetés, ami egyben az első jutalékfizetést is jelentette.
A vállalat fejlődésével és az üzemeltetett terminálok számának növekedésével a Fizetési Pont bővítette szolgáltatási körét, így nagyvállalatok és partnereik számára integrált szolgáltatásokat is nyújt.
2018-ban bevezette az Intelligens POS-terminálokon a mobiltelefonegyenleg-feltöltést, a közüzemi díjfizetést és jutalékfizetési funkciókat.
2022-ben, az ügyfélélmény fejlesztése érdekében elérhetővé tette a Fizetési Pont, hogy ügyfélszolgálatukat 5 másodpercen belül bárki elérhesse telefonon.

## Az intelligens POS terminálok
A Fizetés Pont intelligens POS-termináljai sokkal többet nyújtanak a vállalkozásoknak, mint a piacon ma elérhető POS-terminálok. A bankkártyás fizetés tranzakciók mellett mobiltelefonegyenleg feltöltésre, csekkbefizetésre és PrímaKupon vásárlásra is lehetőséget biztosít a terminál. A Fizetési Pont üzleti modelljében ezen tranzakciókért jutalékot is fizet ügyfeleinek.
Az intelligens POS-terminálok saját fejlesztésű szoftvere a bankkártyás fizetés lehetőségén kívül számos olyan plusz funkciót el tud látni, ami sok vállalkozás számára elengedhetetlen:
- Bankkártyás fizetés POS-terminálon keresztül
- Banki szolgáltatások hozzáférhetővé tétele POS-terminálon keresztül
- Mobil telefonok feltöltése
- Közüzemi díjak befizetése
- Hűségprogramok kialakítása
- Városkártya programok
- Stb.

## A SoftPOS technológia
A Fizetési Pont SoftPOS alkalmazása egy okostelefont vagy tabletet egy biztonságos bankkártyás fizetési terminállá varázsol, amely képes érintéses fizetési tranzakciók feldolgozására. Ehhez nem kell új eszközt beszerezni, egyszerűen használhatják ügyfeleink a saját okostelefonjaikon vagy tableteken a bankkártyás fizetések elfogadására.
A SoftPOS alkalmazás használatához egy legalább Android 8.0 operációs rendszert futtató, NFC-képes okostelefonra van csak szükség. Az okostelefonra telepített alkalmazás segítségével könnyen meg lehet adni a fizetendő összeget, és amikor az alkalmazás azt kéri, a vevő hozzáérinti bankkártyáját a telefon hátuljához. Ezzel meg is történik a fizetés. A fizetésről szóló nyugtát pedig e-mailben vagy egy QR-kód segítségével tudja az eladó elküldeni a vevőnek.
A SoftPOS alkalmazás a bankkártyás fizetési tranzakciók kezelésére alkalmas. A fizetési tranzakciókról naprakész, pontos statisztikákat és grafikonokat talál a felhasználó az alkalmazásban, így könnyedén követhetővé válik, hogy ki, mikor és mennyi pénzt fizetett.

## Elismerések
2018-ban a független bankkartya.hu portál tesztgyőztessé nyilvánította a Fizetési Pontot a magyarországi nagy POS-terminál szolgáltatók között. Ezt követően még két alkalommal sikerült megnyernie a Fizetési Pontnak a nagy POS-terminál üzemeltető tesztet 2022-ben és 2023-ban is.
Emellett a cég elnyerte 2021-es Fintech Awards és CEO awards ÉV POS Terminál Üzemeltetője díjait. Majd 2022-ben és 2023-ban is elnyerte a Hungarian Business Awards Év POS Terminál Üzemeltetője díjait.

## Állami támogatás
A Fizetési Pont elsők között kapott lehetőséget a Nemzetgazdasági Minisztérium által 2016-ban kiírt pályázaton, melynek köszönhetően 80.000 Ft vissza nem térítendő támogatást tud biztosítani ügyfelei számára. A Magyar Kormány POS-terminál támogatási programját a Pénzügyminisztérium 2021. június 30-ig meghosszabbította.
A Fizetési Pont volt akkoriban az egyetlen POS-terminál szolgáltató, aki az állami támogatást nyújtani tudja.